# دولماتين
دولماتين (6 يونيو 1970 – 9 مارس 2010) شخصية بارزة في الجماعة الإسلامية في جنوب شرق آسيا، وأحد أكثر المطلوبين في جنوب شرق آسيا. وهو من أصل جاوي. التحق بمدرسة داخلية دينية يديرها مؤسس الجماعة الإسلامية أبو بكر باعشير.
تلقى دولماتين تدريبات في معسكرات القاعدة في أفغانستان. ورافق أزهري حسين، وأصبح دولماتين متخصصًا في الإلكترونيات وخبيرًا في صنع القنابل. شارك في هجوم بسيارة مفخخة على السفير الفلبيني في جاكرتا في 1 أغسطس 2000 وشارك في تفجيرات عشية عيد الميلاد في إندونيسيا . وكان أحد العقول المدبرة وراء تفجيرات بالي عام 2002. ويعتقد أنه كان مع جماعة أبو سياف في الفلبين منذ عام 2003 وكان ضالعا في توفير المتفجرات وتدريب مقاتلين آخرين على اعتراض موجات الراديو والاستخبارات البشرية، وتعتقد السلطات أن دولماتين أصيب في معركة بالأسلحة النارية مع الجيش الفلبيني في يناير 2007 في جزيرة جولو الجنوبية.
عرضت حكومة الولايات المتحدة مكافأة تصل إلى الولايات المتحدة 10 مليون دولار للقبض عليه. قُتل دولماتين في غارة للشرطة في بامولانغ بجاكرتا في 9 مارس 2010.